# Aeroportul Maloelap
Aeroportul Maloelap (IATA: MAV, FAA LID: 3N1) este un aeroport din Insulele Marshall.
Situat la o altitudine de 1 m, aeroportul dispune de o singură pistă.